# Galicia. Diario de Vigo
Galicia. Diario de Vigo fue un periódico de ideología galleguista que se editó en Vigo. Su primer número fue publicado el 25 de julio de 1922 y el último en septiembre de 1926.
Su director fue Valentín Paz Andrade, el jefe de redacción fue primero Manuel Lustres Rivas y luego Roberto Blanco Torres y entre sus colaboradores estuvieron Antón Villar Ponte, Ramón Villar Ponte, Vicente Risco, Xaime Quintanilla, Ramón Cabanillas o Rafael Dieste. Castelao publicó en el periódico caricaturas bajo el título de Cosas de la Vida, las cuales se hicieron inmensamente populares en casi toda Galicia. Los domingos publicaba un suplemento literario con el título de «Letras y Artes», en el que colaboraron buena parte de la intelectualidad gallega de la época.
Opuesto a la dictadura de Primo de Rivera, consiguió sobrevivir pese a las presiones gubernamentales hasta 1926.
- Datos: Q8963360
- Multimedia: Galicia. Diario de Vigo / Q8963360